# Boris Gardiner
Boris Gardiner (ur. 13 stycznia 1943 w Kingston) – jamajski piosenkarz, autor tekstów, gitarzysta basowy i producent muzyczny.
W 1986 nagrał singla I Wanna Wake Up With You, który niespodziewanie znalazł się na pierwszym miejscu w zestawieniu UK Singles Chart, gdzie spędził dwa miesiące w pierwszej dziesiątce (Top Ten). Towarzyszący album Everything to Me zawierał również inny przebój - You're Everything To Me, który znalazł się na 11. miejscu UK Singles Chart. Pod koniec 1986 został wydany jeszcze jeden singel - The Meaning of Christmas, który również okazał się przebojem.
Następnie artysta podpisał kontrakt płytowy z RCA Records.
W 2002 została wydana antologia zawierająca 22 utwory artysty (Music Club Records).

## Wybrana dyskografia
- Reggae Happening (1970)
- Everything to Me (1986)
- Let's Take a Holiday (1992) - (VP Records)
- Next to You (1992) - (VP)
- Reggae Happening (1996) - (Jamaican Gold)
- The Very Best of Boris Gardiner (2002) - (Music Club Records)
- I Want to Wake Up With You: The Best Of Boris Gardiner (2004) - (Sanctuary/Trojan)